# Amperea protensa
Amperea protensa là một loài thực vật có hoa trong họ Đại kích. Loài này được Nees mô tả khoa học đầu tiên năm 1848.